# Kingswear Castle
Kingswear Castle är ett slott i Storbritannien.   Det ligger i grevskapet Devon och riksdelen England, i den södra delen av landet, 280 km sydväst om huvudstaden London. Kingswear Castle ligger 55 meter över havet.
Terrängen runt Kingswear Castle är platt. Havet är nära Kingswear Castle åt sydost.  Närmaste större samhälle är Torquay, 13,9 km norr om Kingswear Castle. 